# Autumn Nations Cup
Der Autumn Nations Cup war ein Rugby-Union-Wettbewerb, der im November und Dezember 2020 anstelle der stark reduzierten End-of-year Internationals stattfand, da zahlreiche Nationalmannschaften aufgrund der COVID-19-Pandemie auf lange Reisen verzichteten. Es nahmen acht Mannschaften teil: Einerseits die Teilnehmer der Six Nations (England, Frankreich, Irland, Italien, Schottland, Wales), andererseits Georgien und Fidschi. Georgien sprang für Japan ein, das wegen der Reisebeschränkungen auf eine Teilnahme verzichtete.
Die acht teilnehmenden Mannschaften waren in zwei Vierergruppen eingeteilt, in denen sie jeweils einmal gegeneinander spielten. Anschließend trafen in der Finalphase die Gruppensieger aufeinander, um den Turniersieger zu ermitteln. Außerdem spielten die Gruppenzweiten, -dritten und -vierten um den dritten, fünften und siebten Platz. Wegen mehrerer Ansteckungsfälle verpasste das fidschianische Team sämtliche Gruppenspiele und verlor sie forfait. Mit Ausnahme des Finals fanden alle Spiele unter Ausschluss der Öffentlichkeit statt. Wales wich auf den Parc y Scarlets in Llanelli aus, da das Millennium Stadium in Cardiff als temporäres COVID-19-Krankenhaus diente.
Den Turniersieg sicherte sich England, das Frankreich im Finale nach Verlängerung schlug.

## Teilnehmer
(in Klammern die Position in der World-Rugby-Weltrangliste vor Beginn des Turniers)
| Land           | Trainer            | Kapitän           |
| -------------- | ------------------ | ----------------- |
| England (3)    | Eddie Jones        | Owen Farrell      |
| Fidschi (11)   | Vern Cotter        | Semi Radradra     |
| Frankreich (4) | Fabien Galthié     | Charles Ollivon   |
| Georgien (12)  | Lewan Maisaschwili | Merab Scharikadse |
| Irland (5)     | Andy Farrell       | Jonathan Sexton   |
| Italien (14)   | Franco Smith       | Luca Bigi         |
| Schottland (7) | Gregor Townsend    | Stuart Hogg       |
| Wales (8)      | Wayne Pivac        | Alun Wyn Jones    |

## Ergebnisse

### Gruppe A
|    | Land     | Spiele | Siege | Unent. | Ndlg. | Spiel- punkte | Diff. | Bonus- punkte | Tabellen- punkte |
| -- | -------- | ------ | ----- | ------ | ----- | ------------- | ----- | ------------- | ---------------- |
| 1. | England  | 3      | 3     | 0      | 0     | 82:20         | + 62  | 1             | 13               |
| 2. | Irland   | 3      | 2     | 0      | 1     | 62:37         | + 25  | 0             | 8                |
| 3. | Wales    | 3      | 1     | 0      | 2     | 40:56         | − 16  | 0             | 4                |
| 4. | Georgien | 3      | 0     | 0      | 3     | 10:81         | − 71  | 0             | 0                |

| 13. November 2020 19:00 WEZ | Irland | 32 : 9         | Wales                                      | Aviva Stadium, Dublin Zuschauer: 0 Schiedsrichter: Mathieu Raynal (Frankreich) |
| 13. November 2020 19:00 WEZ | Versuche: Roux 23. erh. Lowe 80.+1 erh. Erhöhungen: Sexton (2/2) Murray (1/1) Straftritte: Sexton (2/2) 10., 28. Burns (2/2) 36., 54. Murray (2/2) 67., 72. | (16:6) Bericht | Straftritte: Halfpenny (3/5) 17., 31., 50. | Aviva Stadium, Dublin Zuschauer: 0 Schiedsrichter: Mathieu Raynal (Frankreich) |

| 14. November 2020 15:00 WEZ | England | 40 : 0         | Georgien | Twickenham Stadium, London Zuschauer: 0 Schiedsrichter: Nigel Owens (Wales) |
| 14. November 2020 15:00 WEZ | Versuche: Willis 15. erh. George (3) 30. erh., 34. n.erh., 58. erh. Daly 38. erh. Robson 69. erh. Erhöhungen: Farrell (5/6) | (12:0) Bericht |          | Twickenham Stadium, London Zuschauer: 0 Schiedsrichter: Nigel Owens (Wales) |

| 21. November 2020 15:00 WEZ | England                                                                                             | 18 : 7         | Irland                                               | Twickenham Stadium, London Zuschauer: 0 Schiedsrichter: Pascal Gaüzère (Frankreich) |
| 21. November 2020 15:00 WEZ | Versuche: May (2) 17. n.erh, 21. erh. Erhöhungen: Farrell (1/2) Straftritte: Farrell (2/2) 46., 52. | (12:0) Bericht | Versuche: Stockdale 74. erh. Erhöhungen: Burns (1/1) | Twickenham Stadium, London Zuschauer: 0 Schiedsrichter: Pascal Gaüzère (Frankreich) |

| 21. November 2020 17:15 WEZ | Wales | 18 : 0         | Georgien | Parc y Scarlets, Llanelli Zuschauer: 0 Schiedsrichter: Luke Pearce (England) |
| 21. November 2020 17:15 WEZ | Versuche: Rees-Zammit 26. erh. Webb 76. n.erh. Erhöhungen: Sheedy (1/2) Straftritte: Sheedy (2/3) 10., 52. | (10:0) Bericht |          | Parc y Scarlets, Llanelli Zuschauer: 0 Schiedsrichter: Luke Pearce (England) |

| 28. November 2020 16:00 WEZ | Wales                                                                                      | 13 : 24        | England | Parc y Scarlets, Llanelli Zuschauer: 0 Schiedsrichter: Romain Poite (Frankreich) |
| 28. November 2020 16:00 WEZ | Versuche: Williams 10. erh. Erhöhungen: Halfpenny (1/1) Straftritte: Biggar (2/2) 56., 59. | (7:11) Bericht | Versuche: Slade 15. n.erh. Vunipola 51. erh. Erhöhungen: Farrell (1/2) Straftritte: Farrell (4/6) 31., 40., 67., 73. | Parc y Scarlets, Llanelli Zuschauer: 0 Schiedsrichter: Romain Poite (Frankreich) |

| 28. November 2020 14:00 WEZ | Irland | 23 : 10        | Georgien                                                                                         | Aviva Stadium, Dublin Zuschauer: 0 Schiedsrichter: Mathieu Raynal (Frankreich) |
| 28. November 2020 14:00 WEZ | Versuche: Burns 9. erh. Keenan 34. erh. Erhöhungen: Burns (2/2) Straftritte: Burns (2/2) 14., 23. Byrne (1/1) 59. | (20:7) Bericht | Versuche: Kweseladse 17. erh. Erhöhungen: Abschandadse (1/1) Straftritte: Abschandadse (1/1) 48. | Aviva Stadium, Dublin Zuschauer: 0 Schiedsrichter: Mathieu Raynal (Frankreich) |

### Gruppe B
|    | Land       | Spiele | Siege | Unent. | Ndlg. | Spiel- punkte | Diff. | Bonus- punkte | Tabellen- punkte |
| -- | ---------- | ------ | ----- | ------ | ----- | ------------- | ----- | ------------- | ---------------- |
| 1. | Frankreich | 3      | 3     | 0      | 0     | 86:20         | + 66  | 2             | 14               |
| 2. | Schottland | 3      | 2     | 0      | 1     | 71:39         | + 32  | 3             | 11               |
| 3. | Italien    | 3      | 1     | 0      | 2     | 50:64         | − 14  | 1             | 5                |
| 4. | Fidschi    | 3      | 0     | 0      | 3     | 0:84          | − 84  | 0             | 0                |

| 14. November 2020 13:45 MEZ | Italien                                                                   | 17 : 28        | Schottland                                                                                                  | Stadio Artemio Franchi, Florenz Zuschauer: 0 Schiedsrichter: Luke Pearce (England) |
| 14. November 2020 13:45 MEZ | Versuche: Minozzi 26. n.erh. Straftritte: Garbisi (4/4) 7., 18., 43., 61. | (11:7) Bericht | Versuche: van der Merwe 24. erh. Fagerson 49. erh. Cummings 67. erh. Turner 77. erh. Erhöhungen: Weir (4/4) | Stadio Artemio Franchi, Florenz Zuschauer: 0 Schiedsrichter: Luke Pearce (England) |

| 15. November 2020 16:15 MEZ | Frankreich | 28 : 0 | Fidschi | Stade de la Rabine, Vannes Schiedsrichter: Matthew Carley (England) |
| 15. November 2020 16:15 MEZ | (forfait)  |        |         | Stade de la Rabine, Vannes Schiedsrichter: Matthew Carley (England) |

| 21. November 2020 13:45 MEZ | Italien   | 28 : 0 | Fidschi | Stadio del Conero, Ancona Schiedsrichter: Romain Poite (Frankreich) |
| 21. November 2020 13:45 MEZ | (forfait) |        |         | Stadio del Conero, Ancona Schiedsrichter: Romain Poite (Frankreich) |

| 22. November 2020 15:15 WEZ | Schottland                                      | 15 : 22         | Frankreich | Murrayfield Stadium, Edinburgh Zuschauer: 0 Schiedsrichter: Wayne Barnes (England) |
| 22. November 2020 15:15 WEZ | Straftritte: Weir (5/5) 17., 21., 28., 38., 47. | (12:12) Bericht | Versuche: Vakatawa 42. erh. Erhöhungen: Ramos (1/1) Straftritte: Ramos (4/5) 4., 10., 30., 61. Dropgoals: Jalibert (1/1) 24. | Murrayfield Stadium, Edinburgh Zuschauer: 0 Schiedsrichter: Wayne Barnes (England) |

| 28. November 2020 13:45 WEZ | Schottland | 28:0 | Fidschi | Murrayfield Stadium, Edinburgh Schiedsrichter: Andrew Brace (Irland) |
| 28. November 2020 13:45 WEZ | (forfait)  |      |         | Murrayfield Stadium, Edinburgh Schiedsrichter: Andrew Brace (Irland) |

| 28. November 2020 21:10 MEZ | Frankreich | 36 : 5         | Italien                    | Stade de France, Saint-Denis Zuschauer: 0 Schiedsrichter: Nigel Owens (Wales) |
| 28. November 2020 21:10 MEZ | Versuche: Danty 36. erh. Villière 55. erh. Serin 61. erh. Thomas 63. n.erh. Macalou 80. erh. Erhöhungen: Jalibert (3/4) Carbonel (1/1) Straftritte: Jalibert (1/1) 3. | (10:5) Bericht | Versuche: Canna 26. n.erh. | Stade de France, Saint-Denis Zuschauer: 0 Schiedsrichter: Nigel Owens (Wales) |

### Finalrunde
Spiel um Platz 7
| 5. Dezember 2020 12:00 WEZ | Georgien | 24 : 38         | Fidschi | Murrayfield Stadium, Edinburgh Zuschauer: 0 Schiedsrichter: Mike Adamson (Schottland) |
| 5. Dezember 2020 12:00 WEZ | Versuche: Melikidse 23. erh. Saghinadse (2) 68. erh., 79. erh. Erhöhungen: Abschandadse (3/3) Straftritte: Abschandadse (1/1) 11. | (10:19) Bericht | Versuche: Nadolo (3) 2. n.erh., 59. n.erh., 63. erh. Dyer 6. erh. Tuisova 18. erh. Kunavula 54. erh. Erhöhungen: Volavola (4/6) | Murrayfield Stadium, Edinburgh Zuschauer: 0 Schiedsrichter: Mike Adamson (Schottland) |

Spiel um Platz 5
| 5. Dezember 2020 16:45 WEZ | Wales | 38 : 18         | Italien                                                                                                 | Parc y Scarlets, Llanelli Zuschauer: 0 Schiedsrichter: Wayne Barnes (England) |
| 5. Dezember 2020 16:45 WEZ | Versuche: Hardy 7. erh. Parry 17. erh. Davies 58. erh. North 69. erh. Tipuric 78. erh. Erhöhungen: Sheedy (5/5) Straftritte: Sheedy (1/1) 46. | (14:13) Bericht | Versuche: Zanon 33. erh. Meyer 49. n.erh. Erhöhungen: Garbisi (1/2) Straftritte: Garbisi (2/2) 29., 39. | Parc y Scarlets, Llanelli Zuschauer: 0 Schiedsrichter: Wayne Barnes (England) |

Spiel um Platz 3
| 5. Dezember 2020 14:15 WEZ | Irland | 31 : 16        | Schottland | Aviva Stadium, Dublin Zuschauer: 0 Schiedsrichter: Matthew Carley (England) |
| 5. Dezember 2020 14:15 WEZ | Versuche: Earls (2) 38. n.erh., 50. erh. Healy 44. erh. Erhöhungen: Sexton (2/3) Straftritte: Sexton (2/3) 23., 32. Byrne (2/2) 66., 76. | (11:9) Bericht | Versuche: van der Merwe 56. erh. Erhöhungen: van der Walt (1/1) Straftritte: van der Walt (3/4) 13., 20., 27. | Aviva Stadium, Dublin Zuschauer: 0 Schiedsrichter: Matthew Carley (England) |

Spiel um den Turniersieg
| 6. Dezember 2020 14:00 WEZ | England | 22 : 19 n. V.         | Frankreich | Twickenham Stadium, London Zuschauer: 2.000 Schiedsrichter: Andrew Brace (Irland) |
| 6. Dezember 2020 14:00 WEZ | Versuche: Cowan-Dickie 80. erh. Erhöhungen: Farrell (1/1) Straftritte: Farrell (4/8) 8., 48., 73., 96. Daly (1/1) 19. | (6:13, 19:19) Bericht | Versuche: Dulin 15. erh. Erhöhungen: Jalibert (1/1) Straftritte: Jalibert (2/2) 28., 36. Carbonel (2/2) 70., 76. | Twickenham Stadium, London Zuschauer: 2.000 Schiedsrichter: Andrew Brace (Irland) |

## Endergebnis
| Platz | Land       |
| ----- | ---------- |
| 1.    | England    |
| 2.    | Frankreich |
| 3.    | Irland     |
| 4.    | Schottland |
| 5.    | Wales      |
| 6.    | Italien    |
| 7.    | Fidschi    |
| 8.    | Georgien   |

## Statistik
|    | Name                | Versuche |
| -- | ------------------- | -------- |
| 1. | Jamie George        | 3        |
| 1. | Nemani Nadolo       | 3        |
| 3. | Keith Earls         | 2        |
| 3. | Jonny May           | 2        |
| 3. | Beka Saghinadse     | 2        |
| 3. | Duhan van der Merwe | 2        |
| 7. | 39 Spieler          | 1        |

|     | Name              | Punkte |
| --- | ----------------- | ------ |
| 1.  | Owen Farrell      | 46     |
| 2.  | Billy Burns       | 23     |
| 2.  | Duncan Weir       | 23     |
| 4.  | Callum Sheedy     | 21     |
| 5.  | Paolo Garbisi     | 14     |
| 5.  | Matthieu Jalibert | 14     |
| 7.  | Jonathan Sexton   | 18     |
| 8.  | Jamie George      | 15     |
| 8.  | Nemani Nadolo     | 15     |
| 10. | Thomas Ramos      | 14     |
| 10. | Tedo Abschandadse | 14     |